# Ruebs
Ruebs was een notabele familie in Brugge, die heel wat leden aan het stadsbestuur leverde, onder wie er drie burgemeester van de schepenen werden.

## Geschiedenis
De familie Ruebs was hoofdzakelijk een groep van handelaars en makelaars, met onder meer als activiteit de invoer en handel in wijnen. Men vond onder hen:
- Ambrosius Ruebs in 1465.
- Antonius Ruebs in 1433.
- Jacob Ruebs in 1422.
- Jan Ruebs in 1410.
- Joris Ruebs in 1416.
- Joris II Ruebs in 1442.
- Lieven Ruebs in 1442.

## Gerard Ruebs
Gerard Ruebs, vijfmaal burgemeester van de schepenen, was ongetwijfeld de belangrijkste politicus in de familie. Zijn ambten binnen het stadsbestuur verliepen als volgt:
- 1412-1413: raadslid
- 1414-1415: schepen
- 1416-1417: thesaurier
- 1419-1420: burgemeester van de schepenen
- 1423-1424: burgemeester van de raadsleden
- 1426-1427: schepen
- 1429-1430: burgemeester van de schepenen
- 1434-1435: burgemeester van de schepenen
- 1446-1447: burgemeester van de schepenen
- 1449-1450: burgemeester van de schepenen
- 1456-1457: eerste raadslid.

In 1436, tijdens de opstand tegen Filips de Goede werd het gevaarlijk voor stadsbestuurders van wie werd verondersteld dat ze de kant van de hertog kozen. Verschillende onder hen verloren het leven op gewelddadige wijze. Gerard Ruebs en waarschijnlijk ook Joris, kozen zekerheid en ontvluchtten Brugge om zich onder de bescherming van de hertog te stellen. Dat werd door de tegenstanders zeer slecht opgepakt en als vergelding werd de woning van Ruebs met de hele inhoud (waaronder zijn hele voorraad van wel 300 stukken wijn, want hij was wijnhandelaar) grondig vernield. Pas tien jaar later zou Gerard opnieuw tot de top van de Brugse stadsbestuurders gaan behoren, dankzij de niet-aflatende steun van het Bourgondische hof.

## Joris Ruebs
Joris Ruebs volgde een loopbaan in het stadsbestuur, zowel in het kielzog als in parallel met Jan en met Gerard Ruebs, als volgt:
- 1415-1416: schepen
- 1417-1418: schepen
- 1419-1420: thesaurier
- 1422-1423: thesaurier
- 1425-1426: thesaurier
- 1428-1429: raadslid
- 1430-1431: burgemeester van de schepenen
- 1433-1434: eerste raadslid
- 1435-1436: burgemeester van de raadsleden
- 1439-1440: raadslid en in de loop van het mandaat burgemeester van de raadsleden
- 1445-1446: eerste schepen
- 1447-1448: eerste raadslid
- 1451-1452: burgemeester van de schepenen en overleden in de loop van dit mandaat.

Ook Joris Ruebs had te lijden onder de opstand tegen al wie de zijde van Filips de Goede had gekozen. Hij kon echter al in 1439 weer op bescheiden wijze raadslid van de stad worden. Na enkele maanden werd hij onverwacht burgemeester van de raadsleden, omdat de titularis plots overleden was. In 1451 volgde hij Joost Honin en Gerard Ruebs op als burgemeester van de schepenen, maar na enkele maanden overleed hij eveneens.

## Jan Ruebs
- Jan Ruebs, was burgemeester van de schepenen in 1418-1419.

## Andere leden  van de familie Ruebs
- Jacob Ruebs, zoon van Joris
  - 1419-1420: hoofdman van het Sint-Donaassestendeel
  - 1422-1423: raadslid
  - 1424-1425: raadslid
  - 1425-1426: raadslid
- Victor Ruebs
  - 1434: hoofdman van het Sint-Niklaassestendeel
  - 1442: raadslid
  - 1458: raadslid
  - 1459: hoofdman van het Carmerssestendeel
- Lieven Ruebs
  - 1434: raadslid.
  - 1453: schepen
  - 1455: schepen
  - 1459: schepen.

Tijdens de opstand van 1436 werd Lieven Ruebs gevangen genomen en ontsnapte hij ternauwernood aan executie. Pas heel wat jaren later stapte hij opnieuw in het stadsbestuur.
- Antonius Ruebs zoon van Joris
  - 1462: raadslid
- Ambrosius Ruebs, forestier van het gezelschap van de Witte Beer
  - 1466: schepen
  - 1468: schepen
  - 1470: schepen
  - 1473: schepen.

## Bron
- Stadsarchief Brugge, Register van de Wetsvernieuwingen.